# 매디슨 페티스
매디슨 페티스(Madison Pettis, 1998년 7월 22일 ~ )는 미국의 배우이다.

## 출연 작품
- 히즈 올 댓 (2021)
- 신을 믿습니까? (2015)
- 모스틀리 고스틀리: 해브 유 멧 마이 굴프렌드? (2014)
- 스틱스 앤 스톤스 (2013)
- 제이크와 네버랜드 해적들 (2011)
- 비버리힐즈 치와와 2 (2011)
- 산타 포스를 찾는 모험 (2010)
- 모스트리 고스트리 (2008)
- 프리 스타일 (2008)
- 세븐 파운즈 (2008)
- 호튼 (2008)
- 피니와 퍼브 (2007)
- 게임 플랜 (2007)
- 코리 인 더 하우스 (2007)